# Ana Fernández (atriz)
Ana Fernández (Valencina de la Concepción, 29 de maio de 1965) é uma atriz espanhola. Em 2000, ganhou o Prêmio Goya de melhor atriz revelação pelo seu papel no filme Solas.